# レディ・バード (映画)
『レディ・バード』（Lady Bird）は、2017年のアメリカ合衆国の青春映画。監督はグレタ・ガーウィグ、主演はシアーシャ・ローナンが務めた。
本作は2017年に公開された映画の中でも際だって高い評価を得ており、映画批評集積サイトのRotten Tomatoesで批評家支持率100％を記録していた希有な作品となった。レビュー数が150件を超えてもなお100％を維持している作品は『マン・オン・ワイヤー』（2008年）以来であった。しかし、同年12月10日、196番目のレビューがRotten評価を下したため、支持率は99%になっている。

## ストーリー
2002年、大学見学から帰る途中のレディ・バードは、母の運転する車の助手席から飛び降りる。レディ・バードがニューヨーク（「文化のある都会」）の大学に進むことを望んでいたのに対し、母はサクラメント市立大学など州内の大学への入学を求め、口論になったのだ。背景には、カリフォルニア大学バークレー校を卒業しながら就職できない兄（養子）のミゲルと、うつ病にかかり仕事が不安定な父を、精神科に看護師として勤める母が支えている家庭の経済状況があった。
レディ・バードはサクラメントのカトリック系の高校の生徒である。右腕を骨折したレディ・バードは、「Fuck mum」と書き込んだギブスをはめて通学していた。シスター（修道女）の勧めで参加した校内ミュージカルのオーディションで、舞台に立つダニーに惹かれたレディ・バードは、自室のベッドに彼の名前を書き込む。ダニーの相手役が親友のジュリー（ジュリアン）に決まり落胆するが、稽古を重ねるうちにダニーと親密になっていく。レディ・バードの家を訪れたダニーは彼女の両親にも好印象を与えるが、ダニーの言葉から娘が自分たちの家を「線路向こう（スラム）」にあると話していたことを知った母は不快感を覚える。
感謝祭の日、ダニーの家に招かれたレディ・バードは、彼の家が以前から憧れていた家であることを知り、ダニーと結ばれる将来を夢見る。しかし公演を終えた夜、打ち上げで入った店の女子トイレが混んでいたため男子トイレに入ったレディ・バードは、ダニーが男性とキスをしているところを目撃してしまう。あくる日、レディ・バードはアルバイトをしている喫茶店で、オープンテラスで本を読んでいる男性客に声をかけた。彼が以前ジュリーに連れられてギグを見に行ったミュージシャンであることに気づいたのだ。言葉を交わした彼、カイルに好感をもったレディ・バードは、ベッドに書いたダニーの名前を消し、カイルの名前を書き込んだ。
朝の教室でジェンナが自らの性体験を語り、レディ・バードを含む同級生は耳を傾けていた。そこにシスターが抜き打ちの服装検査にやってきて、スカートの丈を短くしていたジェンナは叱責を受ける。レディ・バードはジェンナの仕返しとしてシスターの車にいたずらをしかけ、これを機にジェンナと親しくなる。一方、ダニーと距離をおくために稽古に行くのをやめ、ジェンナと過ごす時間の増えたレディ・バードから、ジュリーは離れていった。或る日、ダニーはコーヒーショップに来店したが、店員としてそこにいたレディ・バードを見て飛び出していく。店の勝手口から出たレディ・バードと対面したダニーは、自らが同性愛者であることを家族に言えない苦悩を伝えた。レディ・バードはそんなダニーを慰めた。
カイルはレディ・バードたちと同じ高校の生徒で、ジェンナの親しい遊び仲間だった。親しくなったレディ・バードとカイルは、ジェンナの家で開かれたパーティでセックスをする。レディ・バードは、カイルが「初めてなんだ」と言ったことからお互いに初体験だと思っていたが、関係を重ねた後になってカイルが童貞ではなかったことを知り傷つく。別の日、ジェンナはレディ・バードが話した住所に基づいて彼女の家を訪れるが、レディ・バードが伝えていたのはダニーの家の住所だった。レディ・バードの家を訪れたジェンナは、彼女を嘘つきと強く責めるが、カイルの恋人だからと関係を断ち切ることはしない。レディ・バードはカイルとプロムに出ることを望み、ジェンナや男友達と共に出かけたが、彼らは揃ってプロムに出ないと言い出す。レディ・バードも一度はそれに応じるが、思い直してジュリーの家まで送ってもらい、落ち込んでいたジュリーとプロムに参加する。
高校卒業後カリフォルニア大学デービス校への進学が決まっていたレディ・バードだが、父の助けを得ながら母に内緒で受験し、補欠合格していたニューヨークの大学から入学許可が届く。レストランでレディ・バードと家族が彼女の大学入学と兄の就職を祝って会食していたところ、ダニーが偶然やってきて、ニューヨークへの進学を漏らしてしまう。怒った母が口を聞いてくれなくなり、レディ・バードは悲しむ。レディ・バードがニューヨークへ発つ日、父は搭乗口まで見送る一方、母は運転する車から降りずに目を合わせようともしない。しかし、母も内心では娘と離れる悲しみに耐え続けていた。娘の乗る飛行機が飛び立つのを車内から見あげた母は涙を流し、合流した父に抱きかかえられた。
ニューヨークに着いたレディ・バードが荷ほどきをしていたところ、くしゃくしゃになった手紙が出てきた。それは、母が夜な夜な書いては捨てていた手紙を、父が拾って娘の鞄に忍ばせたものだった。レディ・バードは手紙を読み、母の思いを知った。大学新入生の飲み会で男子学生に声をかけられた彼女は、レディ・バードではなく本名のクリスティンと名乗る。クリスティンは男子学生の部屋でベッドを共にしようとするが、行為を始める前に激しく嘔吐し、救急車で運ばれる。原因はアルコールの過剰摂取だった。翌朝、日曜日に退院したクリスティンはその足で教会に向かい、合唱団の賛美歌を聞く。父に電話をかけ、留守番電話に両親、ことに母への感謝と、自ら運転する車でサクラメントの街を走ったときの思いを吹き込んだ。

## キャスト
※括弧内は日本語吹替
- クリスティン・"レディ・バード"・マクファーソン - シアーシャ・ローナン（嶋村侑）
- マリオン・マクファーソン（クリスティンの母） - ローリー・メトカーフ（高乃麗）
- ラリー・マクファーソン（クリスティンの父） - トレイシー・レッツ（高桑満）
- ダニー・オニール - ルーカス・ヘッジズ（花倉洸幸）
- カイル・シャイブル - ティモシー・シャラメ（菅原雅芳）
- ジュリアン・"ジュリー"・ステファンズ - ビーニー・フェルドスタイン（里郁美）
- リバイアッチ神父 - スティーヴン・マッキンリー・ヘンダーソン
- シスター・サラ・ジョアン - ロイス・スミス
- ジェナ・ウォルトン - オデイア・ラッシュ
- ミゲル・マクファーソン（クリスティンの兄） - ジョーダン・ロドリゲス（英語版）
- シェリー・ユハン - マリエル・スコット
- グレッグ・アンルー - ジョン・カルナ（英語版）
- Mr.ブルーノ - ジェイク・マクドーマン
- キャシー・ケリー - ベイン・ギビー
- ダイアナ・グリーンウェイ - ローラ・マラノ
- ミス・パティ - マリエッタ・デプリマ（英語版）
- ヨナ・ルイス - ダニエル・ゾヴァット
- ミズ・ステファンズ - クリステン・クローク（英語版）： ジュリーの母親。
- マシュー - アンディ・バックリー（英語版）
- ダーリン・ベル - キャスリン・ニュートン
- シスター・ジーナ - マイラ・ターリー（英語版）
- ウォルター神父 - ボブ・スティーブンソン（英語版）

### 主人公のニックネームの由来
主人公のニックネームであるレディ・バードはレディ・バード・ジョンソン（第36代アメリカ合衆国大統領、リンドン・ジョンソンの妻）に由来するものではない。ガーウィグは「（レディ・バードというニックネームが）どこから湧いてきたのか自分でも分からない」と述べつつも、マザー・グースの童謡の「lady bird, lady bird, fly away home」という歌詞が無意識のうちに頭の中に浮かんだのではないかと推測している。

## 製作

### 構想
グレタ・ガーウィグは本作の脚本を執筆するのに丸一年を費やした。出来上がった脚本は350頁を超える長さのもので、『Mothers and Daughters』というタイトルが付けられた。本作はガーウィグの自伝的映画でもあるが、ガーウィグ本人は「映画で起きたような出来事は私の人生で起きたことをそのまま表現しているわけではありません。しかし、映画の核心となる部分には、私が経験したことと重なる部分があります。」と語っている。ガーウィグは俳優たちやスタッフたちに自身の高校時代の日記や写真、ジョーン・ディディオンのエッセイの引用を資料として配付し、彼/彼女らを故郷の町へと連れて行った。ガーウィグは撮影監督のサム・レヴィに「思い出のような映画にしたい」「『大人は判ってくれない』や『6才のボクが、大人になるまで。』の女性版になる作品にしたい」と語ったのだという。

### キャスティング
2015年9月、『マギーズ・プラン 幸せのあとしまつ』のプロモーションのために、ガーウィグはトロント国際映画祭の会場を訪れていた。そこで、彼女はシアーシャ・ローナンに出会った。ガーウィグはホテルの1室でローナンと脚本の読み合わせをした。2ページ目を読んでいる最中、ガーウィグは「ローナンこそレディ・バードを演じるのに相応しい女優だ」と確信したのだという。2016年1月、ローナンの起用が正式に決まった。
脚本を執筆している段階から、ガーウィグはルーカス・ヘッジズを起用することを念頭に置いていた。脚本を読んだヘッジズがダニー役での出演を所望したため、その通りにキャスティングされた。また、主人公の母親役にローリー・メトカーフが起用されたのは、彼女が出演している舞台を見たガーウィグが大いに感動したためであった。
2016年9月7日、ジョン・カルナが本作に出演することになったとの報道があった。15日、ジョーダン・ロドリゲスが起用されたと報じられた。

### 撮影
当初の予定では、本作の主要撮影は2016年3月に開始されることになっていたが、ローナンの舞台出演と重なったため、撮影開始は8月に延期されることとなった。本作の主要撮影は2016年8月20日にサクラメントで始まった。なお、ロサンゼルスやニューヨークでのロケも行われた。
ローナンはレディ・バードを演じるために髪を赤色に染めたが、顔にある面皰を敢えて隠さないことにした。ローナンは「（面皰を隠さないことで）映画におけるティーンエイジャーの顔が実際のティーンエイジャーたちの顔に近付く良いきっかけになると思ったのです。」と語っている。
撮影を行うに当たって、ガーウィグはレベッカ・ミラーから学んだテクニックを大いに活用した。それは予定時間の1時間前に現場に赴き、その日に何が行われるのかを正確に把握することで、スタッフたちを過度に緊張させないようにするというものであった。また、ガーウィグはセット内でのスマートフォンの使用を禁止したが、これはノア・バームバックから学んだ手法であった。

## 公開
2017年7月、A24が本作の全世界配給権を購入したとの報道があった。9月1日、本作はテルライド映画祭でプレミア上映された。8日には第42回トロント国際映画祭のスペシャル・プレゼンテーションでの撮影が行われた。11日、フォーカス・フィーチャーズが北米以外での本作の配給権を購入したと発表した。10月8日にはニューヨーク映画祭での上映が行われた。

## 興行収入
2017年11月3日、本作は全米4館で限定公開され、公開初週末に36万4437ドル（1館当たり9万1109ドル）を稼ぎ出し、週末興行収入ランキング初登場26位となった。1館当たりの数字は2017年に限定公開された作品の中でも2位となる数字であり、女性監督の作品としてはアメリカ映画史上最高の数字である。公開3週目には上映館238館でありながら、週末に251万ドルを稼ぎ出し、週末興行収入ランキング8位となった。

## 評価
トロント国際映画祭で上映された際にはスタンディングオベーションが発生した。
本作は批評家から絶賛されているが、特にシアーシャ・ローナンとローリー・メトカーフの演技及びグレタ・ガーウィグの演出には惜しみない賛辞が寄せられている。映画批評集積サイトのRotten Tomatoesには169件のレビューがあり、批評家支持率は99%、平均点は10点満点で8.7点となっている。サイト側による批評家の見解の要約は「『レディ・バード』は青年期に生じる葛藤に瑞々しい洞察を加えている。この作品で映画監督・脚本家としてデビューを果たしたグレタ・ガーウィグには、映画製作の才能が十二分に備わっていると分かる。」となっている。また、Metacriticには44件のレビューがあり、加重平均値は94/100となっている。
「ニューヨーク・タイムズ」紙のA・O・スコットは本作を「映画館で上映される作品としては完璧だ」「特に出来が良い脚本であり、言葉遊びや生き生きとした会話が満ちあふれている。全ての台詞が現実の世界の人間が発するであろう言葉に聞こえる。それは『レディ・バード』での俳優たちの演技が実に素晴らしいことを意味している。」と絶賛している。「ハリウッド・レポーター」誌のトッド・マッカーシーは「この作品は小品かもしれないが、野心的な作品である。」「目論見通り、観客を楽しませる痛快な作品に仕上がっている。」と称賛している。また、マッカーシーはローナンの演技を絶賛しており、「いつでもより良くあり続けようとしていると思う」と述べている。
本作に唯一否定的なレビューを投稿したコール・スミシーはB-評価（本来ならばRottenには値しない評価）を下した上で「この作品は完璧な映画からはほど遠い。」「グレタ・ガーウィグの名前から、同作がマンブルコア運動の影響で変な作品になったと予想されるだろうが、そういうわけではない。」と評している。

## 受賞・ノミネート
| 賞                                         | 日付           | 部門                                                       | 対象                                                         | 結果       | 出典            |
| ------------------------------------------ | -------------- | ---------------------------------------------------------- | ------------------------------------------------------------ | ---------- | --------------- |
| AACTA賞                                    | 2018年1月5日   | 作品賞                                                     | 『レディ・バード』                                           | ノミネート | [ 41 ]          |
| AACTA賞                                    | 2018年1月5日   | 監督賞                                                     | グレタ・ガーウィグ                                           | ノミネート | [ 41 ]          |
| AACTA賞                                    | 2018年1月5日   | 主演女優賞                                                 | シアーシャ・ローナン                                         | ノミネート | [ 41 ]          |
| AACTA賞                                    | 2018年1月5日   | 助演女優賞                                                 | ローリー・メトカーフ                                         | ノミネート | [ 41 ]          |
| AACTA賞                                    | 2018年1月5日   | 脚本賞                                                     | グレタ・ガーウィグ                                           | ノミネート | [ 41 ]          |
| AARP大人のための映画賞                     | 2018年2月5日   | 作品賞                                                     | 『レディ・バード』                                           | ノミネート | [ 42 ] [ 43 ]   |
| AARP大人のための映画賞                     | 2018年2月5日   | 助演女優賞                                                 | ローリー・メトカーフ                                         | 受賞       | [ 42 ] [ 43 ]   |
| AARP大人のための映画賞                     | 2018年2月5日   | 世代間映画賞                                               | 『レディ・バード』                                           | ノミネート | [ 42 ] [ 43 ]   |
| アカデミー賞                               | 2018年3月4日   | 作品賞                                                     | スコット・ルーディン、イーライ・ブッシュ、エヴリン・オニール | ノミネート | [ 44 ] [ 45 ]   |
| アカデミー賞                               | 2018年3月4日   | 監督賞                                                     | グレタ・ガーウィグ                                           | ノミネート | [ 44 ] [ 45 ]   |
| アカデミー賞                               | 2018年3月4日   | 主演女優賞                                                 | シアーシャ・ローナン                                         | ノミネート | [ 44 ] [ 45 ]   |
| アカデミー賞                               | 2018年3月4日   | 助演女優賞                                                 | ローリー・メトカーフ                                         | ノミネート | [ 44 ] [ 45 ]   |
| アカデミー賞                               | 2018年3月4日   | 脚本賞                                                     | グレタ・ガーウィグ                                           | ノミネート | [ 44 ] [ 45 ]   |
| 女性映画ジャーナリスト同盟賞               | 2018年1月9日   | 作品賞                                                     | 『レディ・バード』                                           | ノミネート | [ 46 ] [ 47 ]   |
| 女性映画ジャーナリスト同盟賞               | 2018年1月9日   | 監督賞                                                     | グレタ・ガーウィグ                                           | ノミネート | [ 46 ] [ 47 ]   |
| 女性映画ジャーナリスト同盟賞               | 2018年1月9日   | オリジナル脚本賞                                           | グレタ・ガーウィグ                                           | ノミネート | [ 46 ] [ 47 ]   |
| 女性映画ジャーナリスト同盟賞               | 2018年1月9日   | 助演女優賞                                                 | ローリー・メトカーフ                                         | 受賞       | [ 46 ] [ 47 ]   |
| 女性映画ジャーナリスト同盟賞               | 2018年1月9日   | 女性監督賞                                                 | グレタ・ガーウィグ                                           | 受賞       | [ 46 ] [ 47 ]   |
| 女性映画ジャーナリスト同盟賞               | 2018年1月9日   | 女性脚本家賞                                               | グレタ・ガーウィグ                                           | 受賞       | [ 46 ] [ 47 ]   |
| 女性映画ジャーナリスト同盟賞               | 2018年1月9日   | 映画業界の女性による傑出した業績賞                         | グレタ・ガーウィグ                                           | ノミネート | [ 46 ] [ 47 ]   |
| エディー賞                                 | 2018年1月26日  | 長編映画編集賞（コメディ・ミュージカル部門）               | ニック・ホーイ                                               | ノミネート | [ 48 ]          |
| アメリカン・フィルム・インスティチュート賞 | 2018年1月5日   | トップ10作品                                               | 『レディ・バード』                                           | 受賞       | [ 49 ] [ 50 ]   |
| 美術監督組合賞                             | 2018年1月27日  | プロダクション・デザイン賞（現代映画部門）                 | クリス・ジョーンズ                                           | ノミネート | [ 51 ] [ 52 ]   |
| オースティン映画批評家協会賞               | 2018年1月8日   | 作品賞                                                     | 『レディ・バード』                                           | ノミネート | [ 53 ] [ 54 ]   |
| オースティン映画批評家協会賞               | 2018年1月8日   | 監督賞                                                     | グレタ・ガーウィグ                                           | ノミネート | [ 53 ] [ 54 ]   |
| オースティン映画批評家協会賞               | 2018年1月8日   | 主演女優賞                                                 | シアーシャ・ローナン                                         | ノミネート | [ 53 ] [ 54 ]   |
| オースティン映画批評家協会賞               | 2018年1月8日   | 助演女優賞                                                 | ローリー・メトカーフ                                         | ノミネート | [ 53 ] [ 54 ]   |
| オースティン映画批評家協会賞               | 2018年1月8日   | オリジナル脚本賞                                           | グレタ・ガーウィグ                                           | ノミネート | [ 53 ] [ 54 ]   |
| オースティン映画批評家協会賞               | 2018年1月8日   | ブレイクスルー・アーティスト賞                             | ティモシー・シャラメ                                         | 受賞       | [ 53 ] [ 54 ]   |
| オースティン映画批評家協会賞               | 2018年1月8日   | トップ10作品                                               | 『レディ・バード』                                           | 3位        | [ 53 ] [ 54 ]   |
| ボストン映画批評家協会賞                   | 2017年12月10日 | 助演女優賞                                                 | ローリー・メトカーフ                                         | 受賞       | [ 55 ] [ 56 ]   |
| ボストン映画批評家協会賞                   | 2017年12月10日 | 脚本賞                                                     | グレタ・ガーウィグ                                           | 受賞       | [ 55 ] [ 56 ]   |
| 英国アカデミー賞                           | 2018年2月18日  | 主演女優賞                                                 | シアーシャ・ローナン                                         | ノミネート | [ 57 ] [ 58 ]   |
| 英国アカデミー賞                           | 2018年2月18日  | 助演女優賞                                                 | ローリー・メトカーフ                                         | ノミネート | [ 57 ] [ 58 ]   |
| 英国アカデミー賞                           | 2018年2月18日  | オリジナル脚本賞                                           | グレタ・ガーウィグ                                           | ノミネート | [ 57 ] [ 58 ]   |
| 英国映画協会賞                             | 2017年12月14日 | 作品賞                                                     | 『レディ・バード』                                           | 19位       | [ 59 ] [ 60 ]   |
| 全米キャスティング協会賞                   | 2018年1月18日  | 長編スタジオ / インディペンデント・コメディ賞              | ジョーダン・ターラー、ハイディ・グリフィス                   | 受賞       | [ 61 ] [ 62 ]   |
| シカゴ映画批評家協会賞                     | 2017年12月12日 | 作品賞                                                     | 『レディ・バード』                                           | 受賞       | [ 63 ] [ 64 ]   |
| シカゴ映画批評家協会賞                     | 2017年12月12日 | 監督賞                                                     | グレタ・ガーウィグ                                           | ノミネート | [ 63 ] [ 64 ]   |
| シカゴ映画批評家協会賞                     | 2017年12月12日 | 主演女優賞                                                 | シアーシャ・ローナン                                         | 受賞       | [ 63 ] [ 64 ]   |
| シカゴ映画批評家協会賞                     | 2017年12月12日 | 助演女優賞                                                 | ローリー・メトカーフ                                         | 受賞       | [ 63 ] [ 64 ]   |
| シカゴ映画批評家協会賞                     | 2017年12月12日 | オリジナル脚本賞                                           | グレタ・ガーウィグ                                           | ノミネート | [ 63 ] [ 64 ]   |
| シカゴ映画批評家協会賞                     | 2017年12月12日 | 有望監督賞                                                 | グレタ・ガーウィグ                                           | 受賞       | [ 63 ] [ 64 ]   |
| 衣装デザイナー組合賞                       | 2018年2月20日  | 現代劇部門（映画）                                         | エイプリル・ネピア                                           | ノミネート | [ 65 ]          |
| クリティクス・チョイス・アワード           | 2018年1月11日  | 作品賞                                                     | 『レディ・バード』                                           | ノミネート | [ 66 ]          |
| クリティクス・チョイス・アワード           | 2018年1月11日  | 監督賞                                                     | グレタ・ガーウィグ                                           | ノミネート | [ 66 ]          |
| クリティクス・チョイス・アワード           | 2018年1月11日  | 主演女優賞                                                 | シアーシャ・ローナン                                         | ノミネート | [ 66 ]          |
| クリティクス・チョイス・アワード           | 2018年1月11日  | 助演女優賞                                                 | ローリー・メトカーフ                                         | ノミネート | [ 66 ]          |
| クリティクス・チョイス・アワード           | 2018年1月11日  | アンサンブル演技賞                                         | 『レディ・バード』のキャスト                                 | ノミネート | [ 66 ]          |
| クリティクス・チョイス・アワード           | 2018年1月11日  | オリジナル脚本賞                                           | グレタ・ガーウィグ                                           | ノミネート | [ 66 ]          |
| クリティクス・チョイス・アワード           | 2018年1月11日  | コメディ映画賞                                             | 『レディ・バード』                                           | ノミネート | [ 66 ]          |
| クリティクス・チョイス・アワード           | 2018年1月11日  | コメディ女優賞                                             | シアーシャ・ローナン                                         | ノミネート | [ 66 ]          |
| ダラス・フォートワース映画批評家協会賞     | 2017年12月13日 | 作品賞                                                     | 『レディ・バード』                                           | 3位        | [ 67 ]          |
| ダラス・フォートワース映画批評家協会賞     | 2017年12月13日 | 監督賞                                                     | グレタ・ガーウィグ                                           | 2位        | [ 67 ]          |
| ダラス・フォートワース映画批評家協会賞     | 2017年12月13日 | 主演女優賞                                                 | シアーシャ・ローナン                                         | 4位        | [ 67 ]          |
| ダラス・フォートワース映画批評家協会賞     | 2017年12月13日 | 助演女優賞                                                 | ローリー・メトカーフ                                         | 2位        | [ 67 ]          |
| ダラス・フォートワース映画批評家協会賞     | 2017年12月13日 | 脚本賞                                                     | グレタ・ガーウィグ                                           | 受賞       | [ 67 ]          |
| デンバー国際映画祭                         | 2017年11月14日 | レア・パール賞                                             | グレタ・ガーウィグ                                           | 受賞       | [ 68 ]          |
| デトロイト映画批評家協会賞                 | 2017年12月7日  | 監督賞                                                     | グレタ・ガーウィグ                                           | ノミネート | [ 69 ]          |
| デトロイト映画批評家協会賞                 | 2017年12月7日  | 主演女優賞                                                 | シアーシャ・ローナン                                         | ノミネート | [ 69 ]          |
| デトロイト映画批評家協会賞                 | 2017年12月7日  | 助演女優賞                                                 | ローリー・メトカーフ                                         | ノミネート | [ 69 ]          |
| デトロイト映画批評家協会賞                 | 2017年12月7日  | アンサンブル演技賞                                         | 『レディ・バード』のキャスト                                 | ノミネート | [ 69 ]          |
| デトロイト映画批評家協会賞                 | 2017年12月7日  | 脚本賞                                                     | グレタ・ガーウィグ                                           | ノミネート | [ 69 ]          |
| 全米監督協会賞                             | 2018年2月3日   | 長編映画監督賞                                             | グレタ・ガーウィグ                                           | ノミネート | [ 70 ]          |
| ドリアン賞                                 | 2018年2月24日  | 作品賞                                                     | 『レディ・バード』                                           | ノミネート | [ 71 ] [ 72 ]   |
| ドリアン賞                                 | 2018年2月24日  | 監督賞                                                     | グレタ・ガーウィグ                                           | 受賞       | [ 71 ] [ 72 ]   |
| ドリアン賞                                 | 2018年2月24日  | 主演女優賞                                                 | シアーシャ・ローナン                                         | ノミネート | [ 71 ] [ 72 ]   |
| ドリアン賞                                 | 2018年2月24日  | 助演女優賞                                                 | ローリー・メトカーフ                                         | 受賞       | [ 71 ] [ 72 ]   |
| ドリアン賞                                 | 2018年2月24日  | 脚本賞                                                     | グレタ・ガーウィグ                                           | ノミネート | [ 71 ] [ 72 ]   |
| イブニングスタンダード英国映画賞           | 2018年2月8日   | 主演女優賞                                                 | シアーシャ・ローナン                                         | ノミネート | [ 73 ]          |
| フロリダ映画批評家協会賞                   | 2017年12月23日 | 作品賞                                                     | 『レディ・バード』                                           | 次点       | [ 74 ] [ 75 ]   |
| フロリダ映画批評家協会賞                   | 2017年12月23日 | 監督賞                                                     | グレタ・ガーウィグ                                           | 次点       | [ 74 ] [ 75 ]   |
| フロリダ映画批評家協会賞                   | 2017年12月23日 | 主演女優賞                                                 | シアーシャ・ローナン                                         | ノミネート | [ 74 ] [ 75 ]   |
| フロリダ映画批評家協会賞                   | 2017年12月23日 | 助演女優賞                                                 | ローリー・メトカーフ                                         | 次点       | [ 74 ] [ 75 ]   |
| フロリダ映画批評家協会賞                   | 2017年12月23日 | オリジナル脚本賞                                           | グレタ・ガーウィグ                                           | ノミネート | [ 74 ] [ 75 ]   |
| フロリダ映画批評家協会賞                   | 2017年12月23日 | キャスト賞                                                 | 『レディ・バード』のキャスト                                 | ノミネート | [ 74 ] [ 75 ]   |
| ジョージア映画批評家協会賞                 | 2018年1月12日  | 作品賞                                                     | 『レディ・バード』                                           | 受賞       | [ 76 ]          |
| ジョージア映画批評家協会賞                 | 2018年1月12日  | 監督賞                                                     | グレタ・ガーウィグ                                           | 受賞       | [ 76 ]          |
| ジョージア映画批評家協会賞                 | 2018年1月12日  | 主演女優賞                                                 | シアーシャ・ローナン                                         | 受賞       | [ 76 ]          |
| ジョージア映画批評家協会賞                 | 2018年1月12日  | 助演女優賞                                                 | ローリー・メトカーフ                                         | 受賞       | [ 76 ]          |
| ジョージア映画批評家協会賞                 | 2018年1月12日  | オリジナル脚本賞                                           | グレタ・ガーウィグ                                           | ノミネート | [ 76 ]          |
| ジョージア映画批評家協会賞                 | 2018年1月12日  | アンサンブル賞                                             | 『レディ・バード』のキャスト                                 | ノミネート | [ 76 ]          |
| ジョージア映画批評家協会賞                 | 2018年1月12日  | ブレイクスルー賞                                           | ティモシー・シャラメ                                         | ノミネート | [ 76 ]          |
| ジョージア映画批評家協会賞                 | 2018年1月12日  | ブレイクスルー賞                                           | グレタ・ガーウィグ                                           | ノミネート | [ 76 ]          |
| GLAADメディア賞                            | 2018年4月12日  | 作品賞（拡大公開部門）                                     | 『レディ・バード』                                           | ノミネート | [ 77 ]          |
| ゴールデングローブ賞                       | 2018年1月7日   | 作品賞（ミュージカル・コメディ部門）                       | 『レディ・バード』                                           | 受賞       | [ 78 ]          |
| ゴールデングローブ賞                       | 2018年1月7日   | 主演女優賞（ミュージカル・コメディ部門）                   | シアーシャ・ローナン                                         | 受賞       | [ 78 ]          |
| ゴールデングローブ賞                       | 2018年1月7日   | 助演女優賞（映画部門）                                     | ローリー・メトカーフ                                         | ノミネート | [ 78 ]          |
| ゴールデングローブ賞                       | 2018年1月7日   | 脚本賞                                                     | グレタ・ガーウィグ                                           | ノミネート | [ 78 ]          |
| ゴールデントマト賞                         | 2018年1月3日   | 拡大公開賞                                                 | 『レディ・バード』                                           | 5位        | [ 79 ]          |
| ゴールデントマト賞                         | 2018年1月3日   | コメディ映画賞                                             | 『レディ・バード』                                           | 受賞       | [ 79 ]          |
| ゴッサム・インディペンデント映画賞         | 2017年11月27日 | 主演女優賞                                                 | シアーシャ・ローナン                                         | 受賞       | [ 80 ]          |
| ゴッサム・インディペンデント映画賞         | 2017年11月27日 | 脚本賞                                                     | グレタ・ガーウィグ                                           | ノミネート | [ 80 ]          |
| ゴッサム・インディペンデント映画賞         | 2017年11月27日 | ブレイクスルー監督賞                                       | グレタ・ガーウィグ                                           | ノミネート | [ 80 ]          |
| グラミー賞                                 | 2019年2月10日  | ビジュアルメディア向けコンピレーション・サウンドトラック賞 | 『レディ・バード』                                           | ノミネート | [ 81 ]          |
| アメリカ音楽組合賞                         | 2018年2月8日   | 映画音楽賞（製作費2,500万ドル以下）                        | ブライアン・ロス、マイケル・ヒル                             | 受賞       | [ 82 ]          |
| ハリウッドメディア音楽賞                   | 2017年11月16日 | 音楽監督賞                                                 | ブライアン・ロス                                             | 受賞       | [ 83 ]          |
| ヒューストン映画批評家協会賞               | 2018年1月6日   | 作品賞                                                     | 『レディ・バード』                                           | 受賞       | [ 84 ] [ 85 ]   |
| ヒューストン映画批評家協会賞               | 2018年1月6日   | 監督賞                                                     | グレタ・ガーウィグ                                           | 受賞       | [ 84 ] [ 85 ]   |
| ヒューストン映画批評家協会賞               | 2018年1月6日   | 主演女優賞                                                 | シアーシャ・ローナン                                         | ノミネート | [ 84 ] [ 85 ]   |
| ヒューストン映画批評家協会賞               | 2018年1月6日   | 助演女優賞                                                 | ローリー・メトカーフ                                         | ノミネート | [ 84 ] [ 85 ]   |
| ヒューストン映画批評家協会賞               | 2018年1月6日   | 脚本賞                                                     | グレタ・ガーウィグ                                           | 受賞       | [ 84 ] [ 85 ]   |
| ヒューマニタス賞                           | 2018年2月16日  | 長編作品賞（コメディ部門）                                 | グレタ・ガーウィグ                                           | 受賞       | [ 86 ]          |
| IGN賞                                      | 2017年12月19日 | 作品賞                                                     | 『レディ・バード』                                           | ノミネート | [ 87 ]          |
| IGN賞                                      | 2017年12月19日 | コメディ映画賞                                             | 『レディ・バード』                                           | ノミネート | [ 87 ]          |
| IGN賞                                      | 2017年12月19日 | 映画主演俳優賞                                             | シアーシャ・ローナン                                         | ノミネート | [ 87 ]          |
| IGN賞                                      | 2017年12月19日 | 監督賞                                                     | グレタ・ガーウィグ                                           | ノミネート | [ 87 ]          |
| インディペンデント・スピリット賞           | 2018年3月3日   | 作品賞                                                     | 『レディ・バード』                                           | ノミネート | [ 88 ]          |
| インディペンデント・スピリット賞           | 2018年3月3日   | 主演女優賞                                                 | シアーシャ・ローナン                                         | ノミネート | [ 88 ]          |
| インディペンデント・スピリット賞           | 2018年3月3日   | 助演女優賞                                                 | ローリー・メトカーフ                                         | ノミネート | [ 88 ]          |
| インディペンデント・スピリット賞           | 2018年3月3日   | 脚本賞                                                     | グレタ・ガーウィグ                                           | 受賞       | [ 88 ]          |
| インディワイヤー賞                         | 2017年12月19日 | 作品賞                                                     | 『レディ・バード』                                           | 2位        | [ 89 ]          |
| インディワイヤー賞                         | 2017年12月19日 | 監督賞                                                     | グレタ・ガーウィグ                                           | 3位        | [ 89 ]          |
| インディワイヤー賞                         | 2017年12月19日 | 主演女優賞                                                 | シアーシャ・ローナン                                         | 受賞       | [ 89 ]          |
| インディワイヤー賞                         | 2017年12月19日 | 助演女優賞                                                 | ローリー・メトカーフ                                         | 受賞       | [ 89 ]          |
| インディワイヤー賞                         | 2017年12月19日 | 脚本賞                                                     | グレタ・ガーウィグ                                           | 2位        | [ 89 ]          |
| アイルランド映画テレビ賞                   | 2018年2月5日   | 主演女優賞                                                 | シアーシャ・ローナン                                         | 受賞       | [ 90 ] [ 91 ]   |
| アイルランド映画テレビ賞                   | 2018年2月5日   | 国際映画賞                                                 | 『レディ・バード』                                           | ノミネート | [ 90 ] [ 91 ]   |
| 国際ロケーション・マネージャー組合賞       | 2018年4月7日   | 現代映画ロケーション賞                                     | マイケル・スミス                                             | ノミネート | [ 92 ]          |
| 国際ロケーション・マネージャー組合賞       | 2018年4月7日   | フィルム・コミッション賞                                   | サクラメント・フィルム・コミッション                         | ノミネート | [ 92 ]          |
| ロンドン映画批評家協会賞                   | 2018年1月28日  | 作品賞                                                     | 『レディ・バード』                                           | ノミネート | [ 93 ]          |
| ロンドン映画批評家協会賞                   | 2018年1月28日  | 助演女優賞                                                 | ローリー・メトカーフ                                         | ノミネート | [ 93 ]          |
| ロンドン映画批評家協会賞                   | 2018年1月28日  | 脚本賞                                                     | グレタ・ガーウィグ                                           | ノミネート | [ 93 ]          |
| ロンドン映画批評家協会賞                   | 2018年1月28日  | イギリス人 / アイルランド人女優賞                          | シアーシャ・ローナン                                         | ノミネート | [ 93 ]          |
| ロサンゼルス映画批評家協会賞               | 2018年1月13日  | 助演女優賞                                                 | ローリー・メトカーフ                                         | 受賞       | [ 94 ]          |
| ロサンゼルス映画批評家協会賞               | 2018年1月13日  | ニュージェネレーション賞                                   | グレタ・ガーウィグ                                           | 受賞       | [ 94 ]          |
| ミルバレー映画祭                           | 2017年10月17日 | 観客賞銀賞（アメリカ映画部門）                             | グレタ・ガーウィグ                                           | 受賞       | [ 95 ]          |
| MTVムービー・アワード                      | 2018年6月18日  | 映画演技賞                                                 | シアーシャ・ローナン                                         | ノミネート | [ 96 ]          |
| ナショナル・ボード・オブ・レビュー賞       | 2018年1月9日   | トップ10作品                                               | 『レディ・バード』                                           | 受賞       | [ 97 ]          |
| ナショナル・ボード・オブ・レビュー賞       | 2018年1月9日   | 監督賞                                                     | グレタ・ガーウィグ                                           | 受賞       | [ 97 ]          |
| ナショナル・ボード・オブ・レビュー賞       | 2018年1月9日   | 助演女優賞                                                 | ローリー・メトカーフ                                         | 受賞       | [ 97 ]          |
| 全米映画批評家協会賞                       | 2018年1月6日   | 作品賞                                                     | 『レディ・バード』                                           | 受賞       | [ 98 ]          |
| 全米映画批評家協会賞                       | 2018年1月6日   | 監督賞                                                     | グレタ・ガーウィグ                                           | 受賞       | [ 98 ]          |
| 全米映画批評家協会賞                       | 2018年1月6日   | 主演女優賞                                                 | シアーシャ・ローナン                                         | 2位        | [ 98 ]          |
| 全米映画批評家協会賞                       | 2018年1月6日   | 助演女優賞                                                 | ローリー・メトカーフ                                         | 受賞       | [ 98 ]          |
| 全米映画批評家協会賞                       | 2018年1月6日   | 脚本賞                                                     | グレタ・ガーウィグ                                           | 受賞       | [ 98 ]          |
| ニューヨーク映画批評家協会賞               | 2018年1月3日   | 作品賞                                                     | 『レディ・バード』                                           | 受賞       | [ 99 ]          |
| ニューヨーク映画批評家協会賞               | 2018年1月3日   | 主演女優賞                                                 | シアーシャ・ローナン                                         | 受賞       | [ 99 ]          |
| ニューヨーク映画批評家オンライン賞         | 2017年12月10日 | トップ10作品                                               | 『レディ・バード』                                           | 受賞       | [ 100 ]         |
| オンライン映画批評家協会賞                 | 2017年12月28日 | 作品賞                                                     | 『レディ・バード』                                           | ノミネート | [ 101 ] [ 102 ] |
| オンライン映画批評家協会賞                 | 2017年12月28日 | 監督賞                                                     | グレタ・ガーウィグ                                           | ノミネート | [ 101 ] [ 102 ] |
| オンライン映画批評家協会賞                 | 2017年12月28日 | 主演女優賞                                                 | シアーシャ・ローナン                                         | ノミネート | [ 101 ] [ 102 ] |
| オンライン映画批評家協会賞                 | 2017年12月28日 | 助演女優賞                                                 | ローリー・メトカーフ                                         | 受賞       | [ 101 ] [ 102 ] |
| オンライン映画批評家協会賞                 | 2017年12月28日 | オリジナル脚本賞                                           | グレタ・ガーウィグ                                           | ノミネート | [ 101 ] [ 102 ] |
| オンライン映画批評家協会賞                 | 2017年12月28日 | アンサンブル賞                                             | 『レディ・バード』のキャスト                                 | ノミネート | [ 101 ] [ 102 ] |
| パームスプリングス国際映画祭               | 2018年1月2日   | デザート・パーム貢献賞                                     | シアーシャ・ローナン                                         | 受賞       | [ 103 ]         |
| 全米製作者組合賞                           | 2018年1月20日  | 劇場映画賞                                                 | スコット・ルーディン、イーライ・ブッシュ、エヴリン・オニール | ノミネート | [ 104 ]         |
| サンディエゴ映画批評家協会賞               | 2017年12月11日 | 作品賞                                                     | 『レディ・バード』                                           | 次点       | [ 105 ] [ 106 ] |
| サンディエゴ映画批評家協会賞               | 2017年12月11日 | 監督賞                                                     | グレタ・ガーウィグ                                           | 受賞       | [ 105 ] [ 106 ] |
| サンディエゴ映画批評家協会賞               | 2017年12月11日 | 主演女優賞                                                 | シアーシャ・ローナン                                         | ノミネート | [ 105 ] [ 106 ] |
| サンディエゴ映画批評家協会賞               | 2017年12月11日 | 助演女優賞                                                 | ローリー・メトカーフ                                         | 受賞       | [ 105 ] [ 106 ] |
| サンディエゴ映画批評家協会賞               | 2017年12月11日 | オリジナル脚本賞                                           | グレタ・ガーウィグ                                           | 次点       | [ 105 ] [ 106 ] |
| サンディエゴ映画批評家協会賞               | 2017年12月11日 | ブレイクスルー・アーティスト賞                             | グレタ・ガーウィグ                                           | ノミネート | [ 105 ] [ 106 ] |
| サンディエゴ映画批評家協会賞               | 2017年12月11日 | キャスト賞                                                 | 『レディ・バード』のキャスト                                 | ノミネート | [ 105 ] [ 106 ] |
| サンフランシスコ映画批評家協会賞           | 2017年12月10日 | 監督賞                                                     | グレタ・ガーウィグ                                           | ノミネート | [ 107 ]         |
| サンフランシスコ映画批評家協会賞           | 2017年12月10日 | 主演女優賞                                                 | シアーシャ・ローナン                                         | ノミネート | [ 107 ]         |
| サンフランシスコ映画批評家協会賞           | 2017年12月10日 | 助演女優賞                                                 | ローリー・メトカーフ                                         | 受賞       | [ 107 ]         |
| サンフランシスコ映画批評家協会賞           | 2017年12月10日 | オリジナル脚本賞                                           | グレタ・ガーウィグ                                           | ノミネート | [ 107 ]         |
| サンタバーバラ国際映画祭                   | 2018年2月4日   | サンタバーバラ賞                                           | シアーシャ・ローナン                                         | 受賞       | [ 108 ]         |
| サテライト賞                               | 2018年2月10日  | 作者賞                                                     | グレタ・ガーウィグ                                           | 受賞       | [ 109 ]         |
| サテライト賞                               | 2018年2月10日  | 作品賞                                                     | 『レディ・バード』                                           | ノミネート | [ 109 ]         |
| サテライト賞                               | 2018年2月10日  | 監督賞                                                     | グレタ・ガーウィグ                                           | ノミネート | [ 109 ]         |
| サテライト賞                               | 2018年2月10日  | 主演女優賞                                                 | シアーシャ・ローナン                                         | ノミネート | [ 109 ]         |
| サテライト賞                               | 2018年2月10日  | 助演女優賞                                                 | ローリー・メトカーフ                                         | ノミネート | [ 109 ]         |
| サテライト賞                               | 2018年2月10日  | オリジナル脚本賞                                           | グレタ・ガーウィグ                                           | ノミネート | [ 109 ]         |
| サテライト賞                               | 2018年2月10日  | 撮影賞                                                     | サム・レヴィ                                                 | ノミネート | [ 109 ]         |
| 全米映画俳優組合賞                         | 2018年1月21日  | キャスト賞                                                 | 『レディ・バード』のキャスト                                 | ノミネート | [ 110 ]         |
| 全米映画俳優組合賞                         | 2018年1月21日  | 主演女優賞                                                 | シアーシャ・ローナン                                         | ノミネート | [ 110 ]         |
| 全米映画俳優組合賞                         | 2018年1月21日  | 助演女優賞                                                 | ローリー・メトカーフ                                         | ノミネート | [ 110 ]         |
| シアトル映画批評家協会賞                   | 2017年12月18日 | 作品賞                                                     | 『レディ・バード』                                           | ノミネート | [ 111 ]         |
| シアトル映画批評家協会賞                   | 2017年12月18日 | 監督賞                                                     | グレタ・ガーウィグ                                           | ノミネート | [ 111 ]         |
| シアトル映画批評家協会賞                   | 2017年12月18日 | 主演女優賞                                                 | シアーシャ・ローナン                                         | 受賞       | [ 111 ]         |
| シアトル映画批評家協会賞                   | 2017年12月18日 | 助演女優賞                                                 | ローリー・メトカーフ                                         | 受賞       | [ 111 ]         |
| シアトル映画批評家協会賞                   | 2017年12月18日 | 脚本賞                                                     | グレタ・ガーウィグ                                           | 受賞       | [ 111 ]         |
| シアトル映画批評家協会賞                   | 2017年12月18日 | 編集賞                                                     | ニック・ホーイ                                               | ノミネート | [ 111 ]         |
| シアトル映画批評家協会賞                   | 2017年12月18日 | アンサンブル賞                                             | 『レディ・バード』のキャスト                                 | ノミネート | [ 111 ]         |
| セントルイス映画批評家協会賞               | 2017年12月17日 | 作品賞                                                     | 『レディ・バード』                                           | ノミネート | [ 112 ] [ 113 ] |
| セントルイス映画批評家協会賞               | 2017年12月17日 | 監督賞                                                     | グレタ・ガーウィグ                                           | ノミネート | [ 112 ] [ 113 ] |
| セントルイス映画批評家協会賞               | 2017年12月17日 | 主演女優賞                                                 | シアーシャ・ローナン                                         | ノミネート | [ 112 ] [ 113 ] |
| セントルイス映画批評家協会賞               | 2017年12月17日 | 助演女優賞                                                 | ローリー・メトカーフ                                         | 受賞       | [ 112 ] [ 113 ] |
| セントルイス映画批評家協会賞               | 2017年12月17日 | 脚本賞                                                     | グレタ・ガーウィグ                                           | 次点       | [ 112 ] [ 113 ] |
| セントルイス映画批評家協会賞               | 2017年12月17日 | ベストシーン賞                                             | 『テンペスト』の演出指導シーン                               | 次点       | [ 112 ] [ 113 ] |
| ティーン・チョイス・アワード               | 2018年8月12日  | ドラマ女優賞                                               | シアーシャ・ローナン                                         | ノミネート | [ 114 ] [ 115 ] |
| ティーン・チョイス・アワード               | 2018年8月12日  | ドラマ男優賞                                               | ティモシー・シャラメ                                         | ノミネート | [ 114 ] [ 115 ] |
| トロント映画批評家協会賞                   | 2017年12月10日 | 監督賞                                                     | グレタ・ガーウィグ                                           | 受賞       | [ 116 ]         |
| トロント映画批評家協会賞                   | 2017年12月10日 | 主演女優賞                                                 | シアーシャ・ローナン                                         | 次点       | [ 116 ]         |
| トロント映画批評家協会賞                   | 2017年12月10日 | 助演女優賞                                                 | ローリー・メトカーフ                                         | 受賞       | [ 116 ]         |
| トロント映画批評家協会賞                   | 2017年12月10日 | 脚本賞                                                     | グレタ・ガーウィグ                                           | 次点       | [ 116 ]         |
| バンクーバー映画批評家協会賞               | 2018年1月6日   | 作品賞                                                     | 『レディ・バード』                                           | 受賞       | [ 117 ]         |
| バンクーバー映画批評家協会賞               | 2018年1月6日   | 監督賞                                                     | グレタ・ガーウィグ                                           | ノミネート | [ 117 ]         |
| バンクーバー映画批評家協会賞               | 2018年1月6日   | 主演女優賞                                                 | シアーシャ・ローナン                                         | 受賞       | [ 117 ]         |
| バンクーバー映画批評家協会賞               | 2018年1月6日   | 助演女優賞                                                 | ローリー・メトカーフ                                         | 受賞       | [ 117 ]         |
| バンクーバー映画批評家協会賞               | 2018年1月6日   | 脚本賞                                                     | グレタ・ガーウィグ                                           | ノミネート | [ 117 ]         |
| ワシントンD.C.映画批評家協会賞             | 2017年12月8日  | 作品賞                                                     | 『レディ・バード』                                           | ノミネート | [ 118 ]         |
| ワシントンD.C.映画批評家協会賞             | 2017年12月8日  | 監督賞                                                     | グレタ・ガーウィグ                                           | ノミネート | [ 118 ]         |
| ワシントンD.C.映画批評家協会賞             | 2017年12月8日  | 主演女優賞                                                 | シアーシャ・ローナン                                         | ノミネート | [ 118 ]         |
| ワシントンD.C.映画批評家協会賞             | 2017年12月8日  | 助演女優賞                                                 | ローリー・メトカーフ                                         | 受賞       | [ 118 ]         |
| ワシントンD.C.映画批評家協会賞             | 2017年12月8日  | オリジナル脚本賞                                           | グレタ・ガーウィグ                                           | ノミネート | [ 118 ]         |
| 女性映画批評家協会賞                       | 2017年12月27日 | 女性映画賞                                                 | 『レディ・バード』                                           | 受賞       | [ 119 ] [ 120 ] |
| 女性映画批評家協会賞                       | 2017年12月27日 | 女性が作った映画賞                                         | 『レディ・バード』                                           | 受賞       | [ 119 ] [ 120 ] |
| 女性映画批評家協会賞                       | 2017年12月27日 | 女性脚本家賞                                               | グレタ・ガーウィグ                                           | 受賞       | [ 119 ] [ 120 ] |
| 女性映画批評家協会賞                       | 2017年12月27日 | コメディ女優賞                                             | シアーシャ・ローナン                                         | ノミネート | [ 119 ] [ 120 ] |
| 全米脚本家組合賞                           | 2018年2月11日  | オリジナル脚本賞                                           | グレタ・ガーウィグ                                           | ノミネート | [ 121 ]         |